# Ralph F. Beermann
Ralph Frederick Beermann, född 13 augusti 1912 i Dakota County i Nebraska, död 17 februari 1977 i Sioux City i Iowa, var en amerikansk politiker (republikan). Han var ledamot av USA:s representanthus 1961–1965.
Beermann tillträdde 1961 som kongressledamot. Han efterträddes 1965 i representanthuset av Clair Armstrong Callan.
Beermann omkom i en flygolycka i Sioux City och gravsattes på Dakota City Cemetery i Nebraska.